# Санковский, Степан Андреевич
Степан Андреевич Санковский (1750 — 9 марта 1818, Феодосия, Таврическая губерния) — российский дипломат и государственный  деятель, Феодосийский градоначальник (26.12.1816—08 или 09.03.1818).

## Биография
Происходил из дворян Полтавской губернии. Сын Анны Ивановны и Андрея Филипповича Санковского (1730-1818), лекаря князя Г. А. Потёмкина, статского советника. Служил по Министерству иностранных дел. В 1805 был направлен с дипломатической миссией в Черногорию (Монтенегро). Благодаря его деятельности русско-черногорские отношения были нормализованы. Поездка Санковского обеспечивала намеченную военно-морской экспедицию адмирала Д. Н. Сенявина в Средиземное море, в задачи которой входила защита Ионических островов и Греции от возможного вторжения французов. Сенявин блокировал оккупированный французами Дубровник, но в июне осада была снята под нажимом Австрии. Вместе с черногорским владыкой Петром Петровичем-Негошем Санковский начал подготовку к военной операции, имевшей целью не допустить занятия наполеоновской армией прежних австрийских владений на Адриатическом побережье. В начале русско-турецкой войны 1806-1812 Пётр I Негош при активном участии Санковского разработал план вступления русско-черногорско-бокельских войск в Герцеговину. Однако в ходе зимне-весенней (1807) герцеговинской операции Санковским, взявшимся за несвойственное ему дело, были допущены грубые ошибки и просчеты, что привело к провалу операции, большим потерям и пленению 60 русских солдат. Покинул Черногорию в 1807 году после сдачи Котора французам.
Затем до 1810 состоял при посольстве в Париже, потом в ведомстве Коллегии иностранных дел.
С 26.12.1816 и до смерти Санковский был градоначальником Феодосии. Действительный статский советник. За службу удостоен орденов Св. Владимира 3-й степени и Св. Анны 2-й степени.

## Семья
Сын - Андрей Степанович Санковский  (1799-1859)  генерал-майор, участник Кавказских войн.